# Sân bay Seongmu
Sân bay Seongmu (ICAO: RKTE) là sân bay được sử dụng bởi Học viện Không quân Hàn Quốc cho các buổi tập huấn. Sân bay chỉ có 1 đường băng duy nhất (16/34).